# Episodi de I dinosauri (prima stagione)
Negli USA la prima stagione è stata trasmessa dal 26 aprile 1991 al 24 maggio 1991 sul canale ABC, mentre in Italia nel 1992 trasmesso dalla Rai.
| nº | Titolo inglese          | Titolo italiano            | Prima Tv USA   | Prima Tv Italia |
| -- | ----------------------- | -------------------------- | -------------- | --------------- |
| 1  | The Mighty Megalosaurus | Il Possente Megalosauro    | 26 aprile 1991 |                 |
| 2  | The Mating Dance        | La Danza Di Corteggiamento | 3 maggio 1991  |                 |
| 3  | Hurling Day             | Il lancio della suocera    | 10 maggio 1991 |                 |
| 4  | High Noon               | Mezzogiorno di Fuoco       | 17 maggio 1991 |                 |
| 5  | The Howling             | La fine del mondo          | 24 maggio 1991 |                 |